# دينيس كوزانوف
دينيس كوزانوف (بالأوكرانية: Кожанов Денис Станіславович) (13 يونيو 1987 في أوكرانيا - ) هو لاعب كرة قدم أوكراني في مركز الوسط. شارك مع منتخب أوكرانيا لكرة القدم. أما مع النوادي، فقد لعب مع نادي شاختار دونيتسك ونادي كارباتي لفيف وFC Sevastopol ‏ وFC Shakhtar-3 Donetsk ‏ وFC Shakhtar-2 Donetsk ‏ ونادي إيليتشيفيتس ماريوبول.

## وصلات خارجية
- دينيس كوزانوف على موقع الاتحاد الأوربي (الإنجليزية)
- دينيس كوزانوف على موقع اتحاد أوكرانيا (الإنجليزية)
- دينيس كوزانوف على موقع قاعدة بيانات كرة القدم.إي يو (الإنجليزية)
- دينيس كوزانوف على موقع ناشيونال فوتبول تيمز (الإنجليزية)
- دينيس كوزانوف على موقع Soccerway.com (الإنجليزية)
- دينيس كوزانوف على موقع عالم كرة القدم.نت (الإنجليزية)